# نظام العضو الإضافي
نظام العضو الإضافي (بالإنجليزية: Additional Member System - AMS) هو نظام انتخابي هجيني يدمج بين الاقتراع الفردي ونظام التمثيل النسبي. يُستخدم هذا النظام في بعض البلدان التي ترغب في دمج مزايا النظامين لزيادة التمثيل العادل للأحزاب السياسية مع الحفاظ على العنصر الفردي في اختيار الممثلين.

## تعريف
نظام العضو الإضافي هو نظام هجيني يحاول الجمع بين فوائد التمثيل النسبي و الاقتراع الفردي لتحقيق تمثيل عادل للمجتمع السياسي. ورغم مزاياه من حيث التوازن بين الأنظمة، إلا أن تعقيداته قد تجعل فهمه وتنفيذه تحديًا في بعض السياقات.

## كيف يعمل النظام

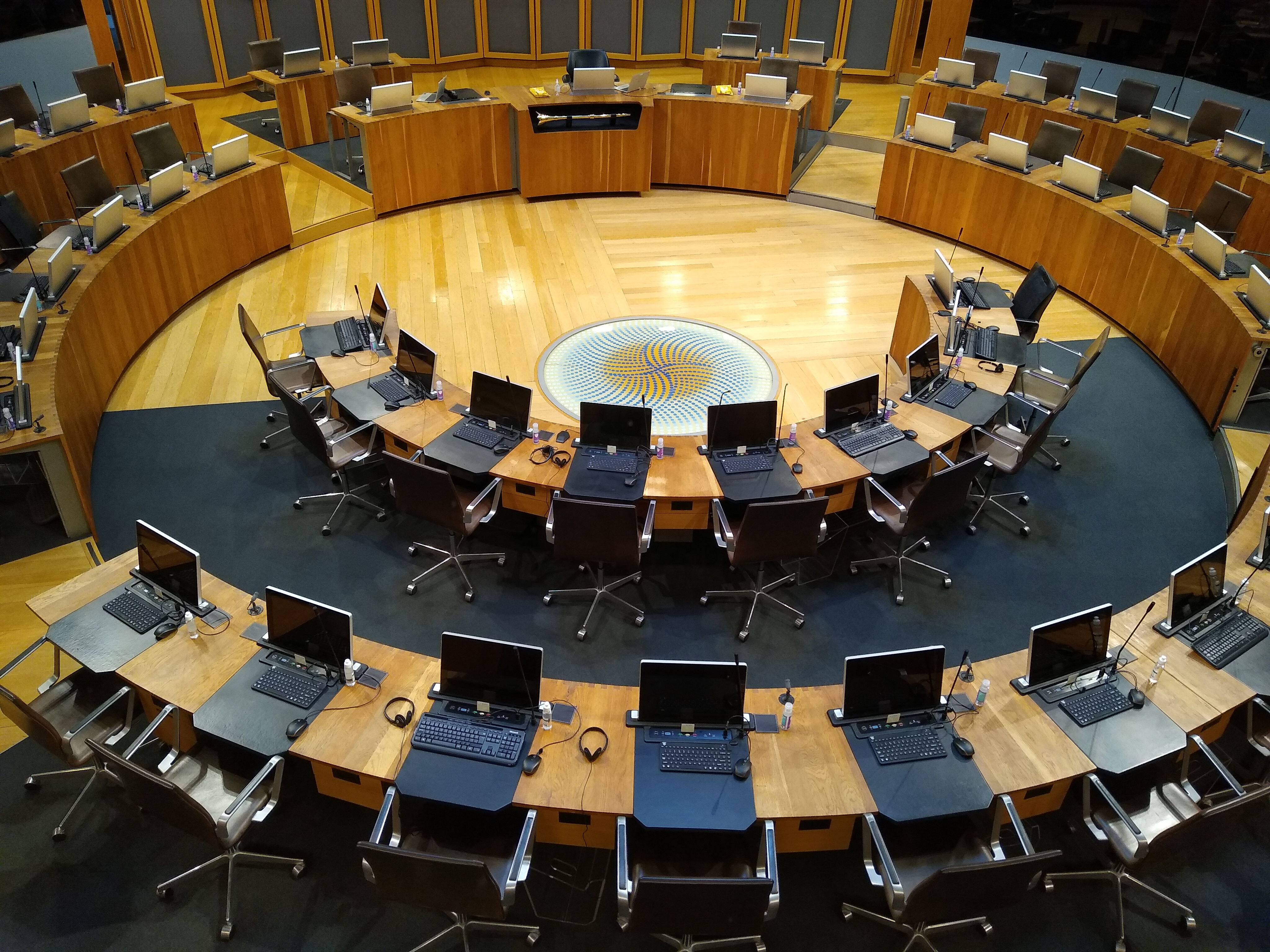
يعد مجلس الشيوخ (البرلمان الويلزي) أحد الهيئات التشريعية التي استخدمت نظام الأعضاء الإضافيين.

نظام العضو الإضافي يعتمد على نظامين انتخابيين:
- الاقتراع الفردي: يتم انتخاب عدد من الأعضاء (أو النواب) من خلال الدائرة الانتخابية الفردية باستخدام نظام الاقتراع الأول-الأكثر (First-Past-The-Post)، حيث يختار الناخبون ممثلًا واحدًا في كل دائرة.

- التمثيل النسبي: بعد التصويت في النظام الفردي، يتم انتخاب أعضاء إضافيين باستخدام نظام التمثيل النسبي، حيث تكون المقاعد التي يتم منحها بناءً على إجمالي الأصوات التي حصلت عليها الأحزاب أو القوائم على مستوى البلاد أو المنطقة. الهدف هنا هو تصحيح التوازن بين التمثيل الفردي للدوائر والمقاعد التي تحصل عليها الأحزاب بشكل عام.

## كيفية تخصيص المقاعد
- في البداية، يتم انتخاب بعض المقاعد عبر الاقتراع الفردي (الدائرة الانتخابية).
- ثم، بناءً على نتائج النظام النسبي، يتم إضافة مقاعد لأحزاب معينة لضمان أن التمثيل في البرلمان يعكس بشكل أفضل توزيع الأصوات في الانتخابات.

على سبيل المثال: إذا فاز حزب معين بعدد كبير من المقاعد الفردية ولكنه لم يحصل على نسبة كبيرة من الأصوات على المستوى الوطني، يمكن إضافة مقاعد إضافية لهذا الحزب من خلال التمثيل النسبي لضمان توازن أكبر في توزيع المقاعد في البرلمان.

## مزايا النظام
- تمثيل أكثر عدالة:

يهدف النظام إلى تحقيق تمثيل نسبي للأحزاب السياسية، مما يمنح الأحزاب الأصغر فرصًا أكبر للحصول على مقاعد.
- المرونة:

يجمع بين مزايا النظامين: التمثيل النسبي يعزز العدالة في توزيع المقاعد، بينما يظل الاقتراع الفردي يحافظ على العلاقات المباشرة بين الناخبين والممثلين.
- تمثيل محلي ووطني:

يوفر النظام تمثيلًا محليًا عبر الدوائر الانتخابية، مع تمثيل وطنياً من خلال المقاعد الإضافية.
- يقلل من تأثير الأحزاب الكبرى:

يساهم في تقليل هيمنة الأحزاب الكبرى على العملية السياسية من خلال توفير فرص للأحزاب الأصغر لتحقيق تمثيل مناسب.

## عيوب النظام
- التعقيد:

يعتبر النظام أكثر تعقيدًا من الأنظمة الأخرى مثل نظام الأغلبية البسيطة أو نظام التمثيل النسبي الكامل. هذا يمكن أن يجعل فهمه وتنفيذه صعبًا للناخبين.
الفوضى المحتملة في التوازن:
قد يؤدي إضافة المقاعد الإضافية إلى خلق توازن غير دقيق بين القوى السياسية في البرلمان، مما قد يؤدي إلى صعوبة تشكيل حكومات مستقرة.
- ارتفاع تأثير الأحزاب الكبرى:

رغم أن النظام يمنح بعض الفرص للأحزاب الأصغر، فإن الأحزاب الكبرى يمكن أن تظل تحتفظ بالتمثيل الأقوى في النظام.

## الدول التي تستخدم النظام
- إسكتلندا: يتم استخدام نظام العضو الإضافي في الانتخابات البرلمانية الاسكتلندية.
- ألمانيا: في ألمانيا، يتم استخدام نظام العضو الإضافي في الانتخابات الفيدرالية (النظام المزدوج)، حيث يتم الجمع بين التمثيل النسبي و الاقتراع الأول-الأكثر.